# José Enrique Martínez Fernández
José Enrique Martínez Fernández (1947-), doctor en Filología Románica. Catedrático de Universidad en el Área de Teoría de la Literatura y Literatura Comparada, en la Universidad de León (España).

## Biografía
Tras sus estudios en la Escuela de Magisterio, fue maestro de primera enseñanza por acceso directo (1967) al haber obtenido en sus estudios sobresaliente y premio extraordinario. Desempeñó su labor docente entre 1971 y 1976 fundamentalmente en Fabero del Bierzo (León). Se licenció en Filosofía y Letras en la Universidad de Oviedo (1972) y obtuvo la cátedra de instituto en el año 1976 impartiendo docencia en el Instituto García Bellido (León) donde fue Jefe de Estudios y Director. Obtuvo la máxima calificación cum laude en su doctorado (1988). Ingresó en la Universidad de León como profesor titular de teoría de la literatura (1993) y obteniendo en el año 2000 la cátedra de Universidad.
Aunque ha publicado poemarios como "Al aire de tu vuelo" (1977) y Ciclos de amor y viento (1985), su trabajo principal se centra en la poesía española contemporánea.
Ha realizado la edición de las Poesías Completas(1983) de Garcilaso de la Vega y de El Alcalde de Zalamea de Calderón de la Barca (1987). Es autor también de estudios sobre La Pícara Justina de Francisco López de Úbeda, García Lorca y la revista Espadaña de León. Realizó asimismo la edición de dos Antologías de la poesía española de la editorial Castalia, de las épocas (1939-1975) y (1975-1995). Destacan también sus estudios sobre el poeta leonés Antonio Colinas, como la edición En la luz respirada(2004).
Obras suyas de especial interés son Victoriano Crémer, el hombre y el escritor(1991) basada en su tesis doctoral, La ciudad inventada(1994), El fragmentarismo poético contemporáneo(1996), y sobre todo La Intertextualidad Literaria (2001). En fechas más recientes ha publicado Poética y materia médica en la obra de Antonio Pereira (2018).